# Calophyllum biflorum
Calophyllum biflorum är en tvåhjärtbladig växtart som beskrevs av M. R. Henderson och Wyatt-smith. Calophyllum biflorum ingår i släktet Calophyllum och familjen Calophyllaceae. Inga underarter finns listade i Catalogue of Life.